# Stația Amundsen-Scott

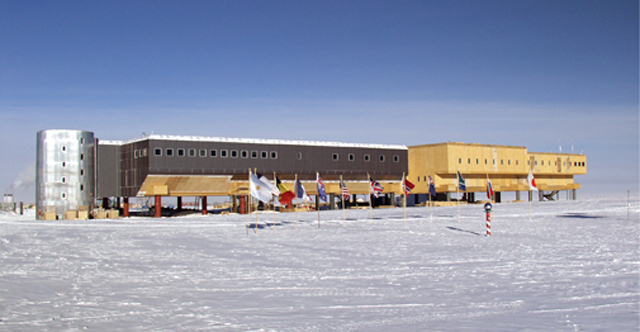
Vedere a staţiei Amundsen-Scott, în 2006.

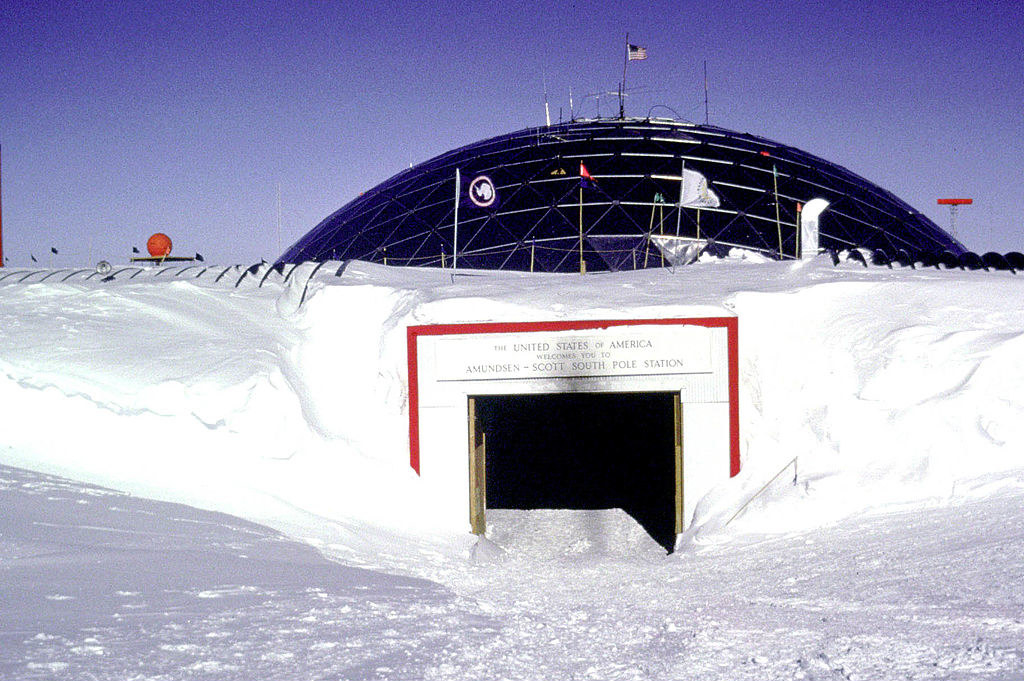
Intrarea principală la rampele din fostul dom geodezic (1975-2003). Cupola a fost iniţial la suprafaţa calotei de gheaţă, dar a fost încet îngropată de zăpadă şi gheaţă.

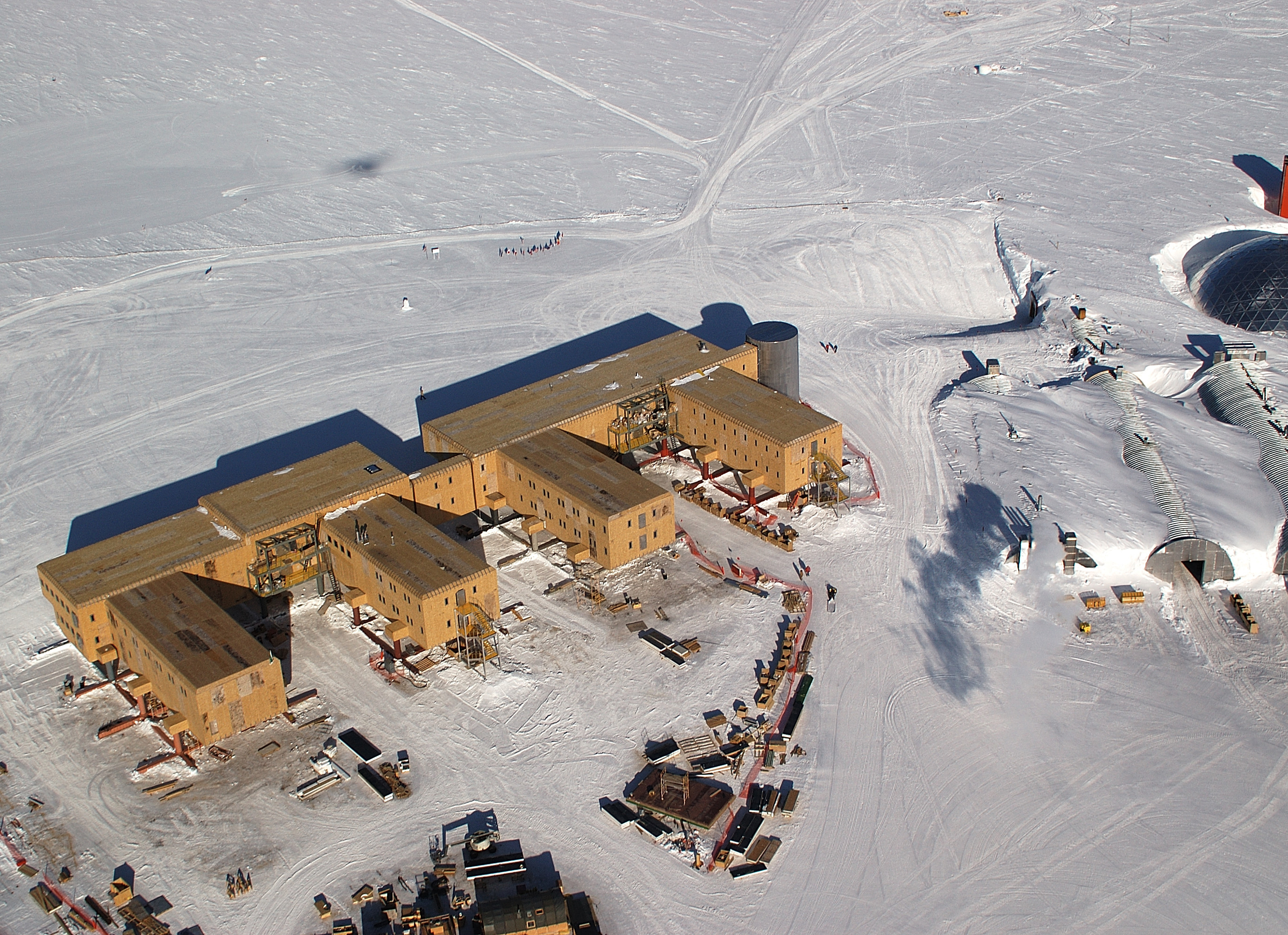
O vedere aeriană a staţiei Amundsen-Scott în ianuarie 2005.

Stația Amundsen-Scott este stația americană de cercetare științifică pe platoul înalt din Antarctida. Această stație este situată la cel mai sudic loc de pe Pământ, Polul Sud Geografic, la o altitudine de 2835 metri deasupra nivelului mării. 

## Istoria
Stația originală a fost construită de către Guvernul Statelor Unite în perioada noiembrie 1956 ca o parte din angajamentul său față de obiectivele științifice ale "Anul Geofizic Internaăional" (I.G.Y.), un efort internațional de durată din ianuarie 1957 până în iunie 1958 pentru a studia, printre altele, geofizica din regiunile polare.
Înainte de noiembrie 1956, nu a existat nicio structură permanentă făcută de om la Polul Sud, și a existat o prezență umană foarte mică în interiorul Antarctidei. Câteva stații științifice în Antarctida au situate pe țărmul mării și în apropierea acesteia. Stația a fost ocupată continuu de oameni, din momentul în care a fost construită. Stația Amundsen-Scott a fost reconstruită, demolată, extinsă și modernizată de mai multe ori din 1956.
Stația a fost mutată și reconstruită în 1975 ca un dom geodezic de 50 de metri lățime și 16 metri înălțime, cu arcade de oțel de 14×24 m, clădiri din module pentru combustibil și echipamente. Această stație a funcționat până în 2003.
Proiectarea clădirii actuale a început în 1992. Designul a fost pentru 7400 m², o clădire cu 2 etaje care a costat 150 milioane dolari. Construcția stației noi, adiacente domului, a început în 1999. Clădirea a fost inaugurată în mod oficial pe 12 ianuarie 2008 cu o ceremonie care a inclus scoaterea din funcțiune a stației vechi (domul).
Caracteristicile noii stații includ un design modular, pentru a găzdui o populație a stației în creștere, și o elevație reglabilă, cu scopul de a preveni îngroparea stației în zăpadă.

## Geografia

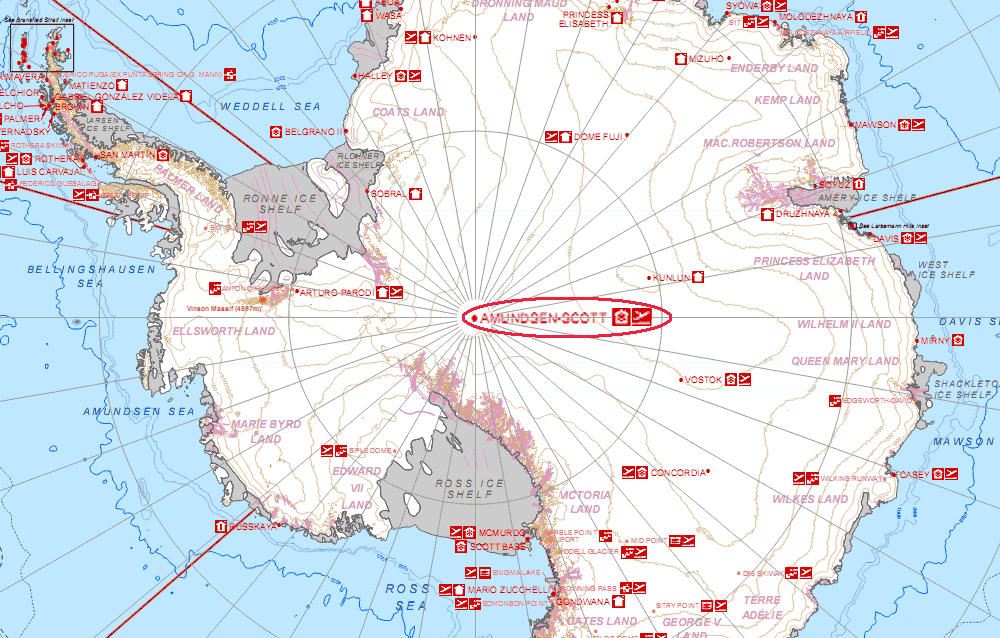
Hartă

Deoarece Stația Amundsen-Scott este situată la Polul Sud, este la singurul loc de pe suprafața de teren a Pământului unde soarele este în permanență pentru șase luni și apoi dispare continuu timp de șase luni. (Singurul loc la fel este Polul Nord, unde se află gheață, în mijlocul Oceanului Arctic.) În timpul celor șase luni de "zi", unghiul de elevație al Soarelui deasupra orizontului variază continuu. Soarele răsare la echinocțiul de primăvară (toamna la noi), atinge unghiul maxim deasupra orizontului la solstițiul de vară în emisfera sudică, în jur de 20 decembrie, și apune la echinocțiul de toamnă (primăvara la noi).
În timpul celor șase luni de "noapte", vremea devine extrem de rece la Polul Sud, cu temperaturi ale aerului, uneori, scăzând sub -73 ° C. Acesta este, de asemenea, momentul din an când viscolul, uneori cu vânturi puternice, lovește Stația Amundsen-Scott. Perioadă neîntreruptă de întuneric și de atmosferă uscată face din stație un loc excelent pentru observații astronomice.
Numărul de cercetători științifici și membri ai personalului de sprijin adăpostiți la stația Amundsen-Scott a variat întotdeauna în funcție de sezon, cu o populație de vârf în timpul sezonului de vară, care durează din octombrie până în februarie. În ultimii ani, populația de iarnă a fost de aproximativ 50 de oameni.

## Transport
Stația are o pistă pentru avioane (ICAO: NZSP), de 3658 m lungime. Între octombrie și februarie, există mai multe zboruri pe zi a avioanelor Hercules LC-130 de la McMurdo la stația de alimentare. Misiunile de aprovizionare sunt denumite colectiv Operațiunea "Deep Freeze".

## Fusul orar
Polul Sud vede răsăritul și apusul soarelui doar o dată pe an, din punct de vedere tehnic la echinocțiul din septembrie și echinocțiul din martie, respectiv, dar refracția atmosferică face ca soarele să stea deasupra orizontului pentru aproximativ patru zile mai mult la fiecare echinocțiu. Locul nu are timp solar, nu există niciun maxim de zi sau înălțime minimă solară deasupra orizontului. Stația se folosește de fusul orar din Noua Zeelandă (UTC+12, UTC+13 în timpul orei de vară).

## Galerie de imagini

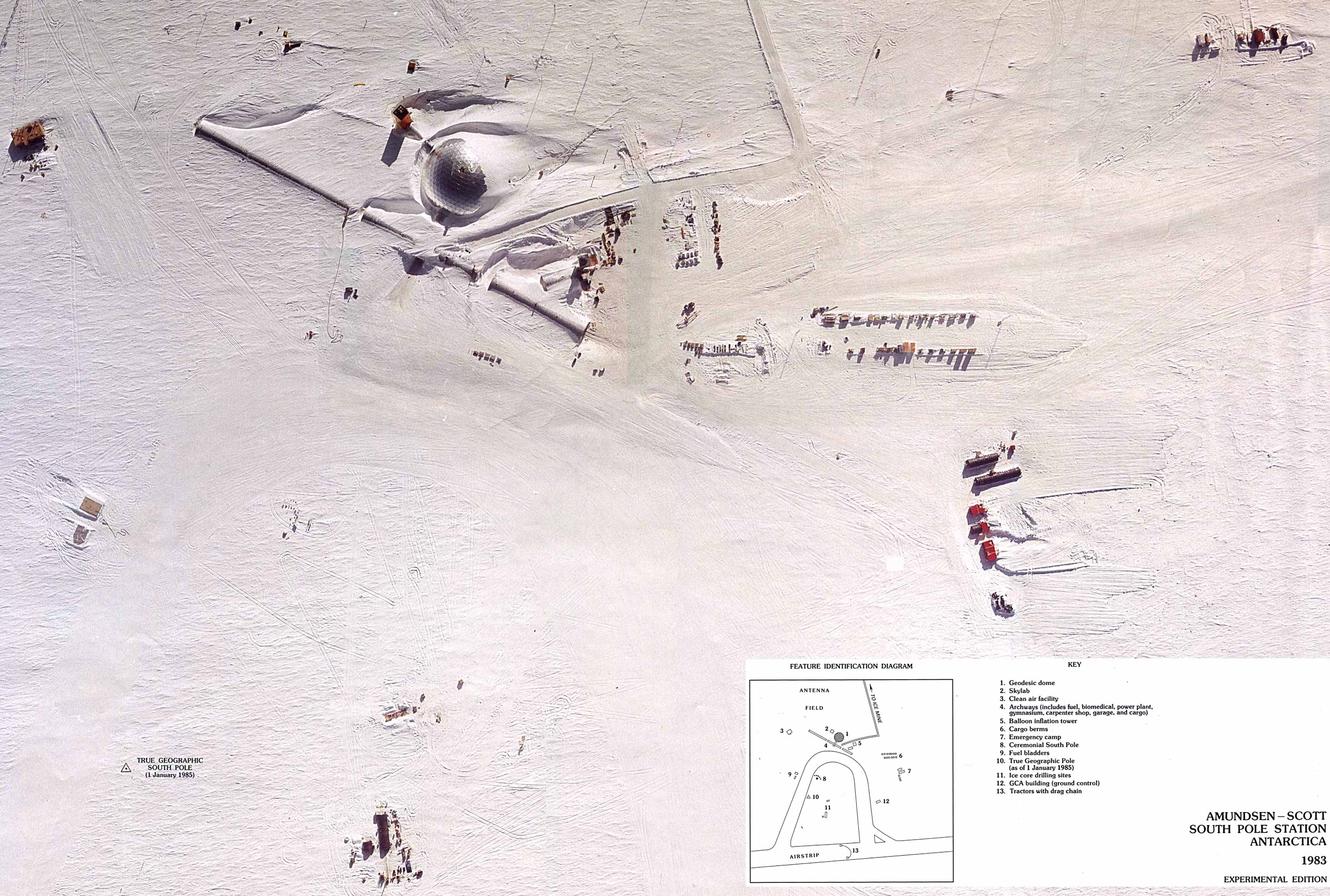
Vedere aeriană
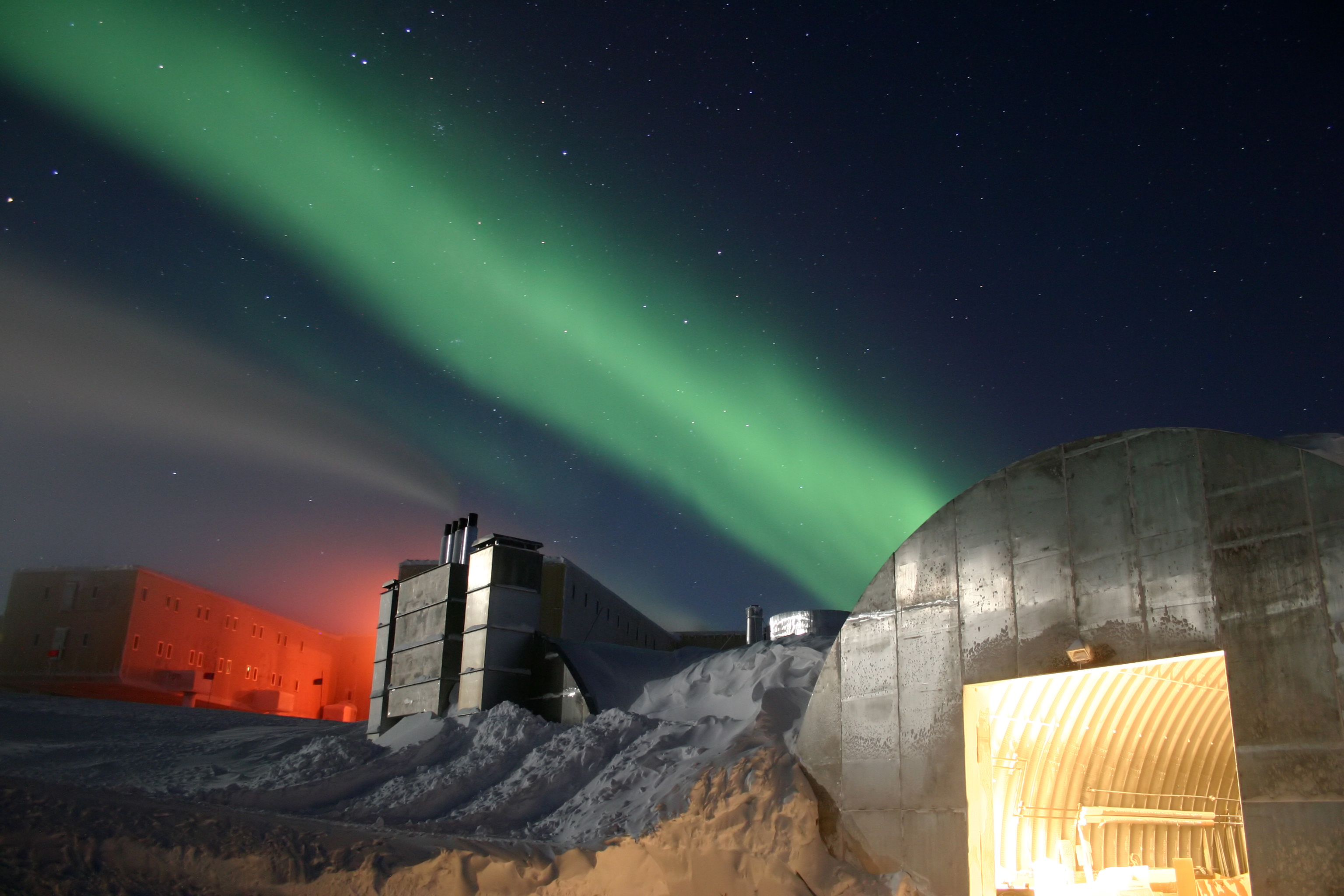
Staţia noaptea
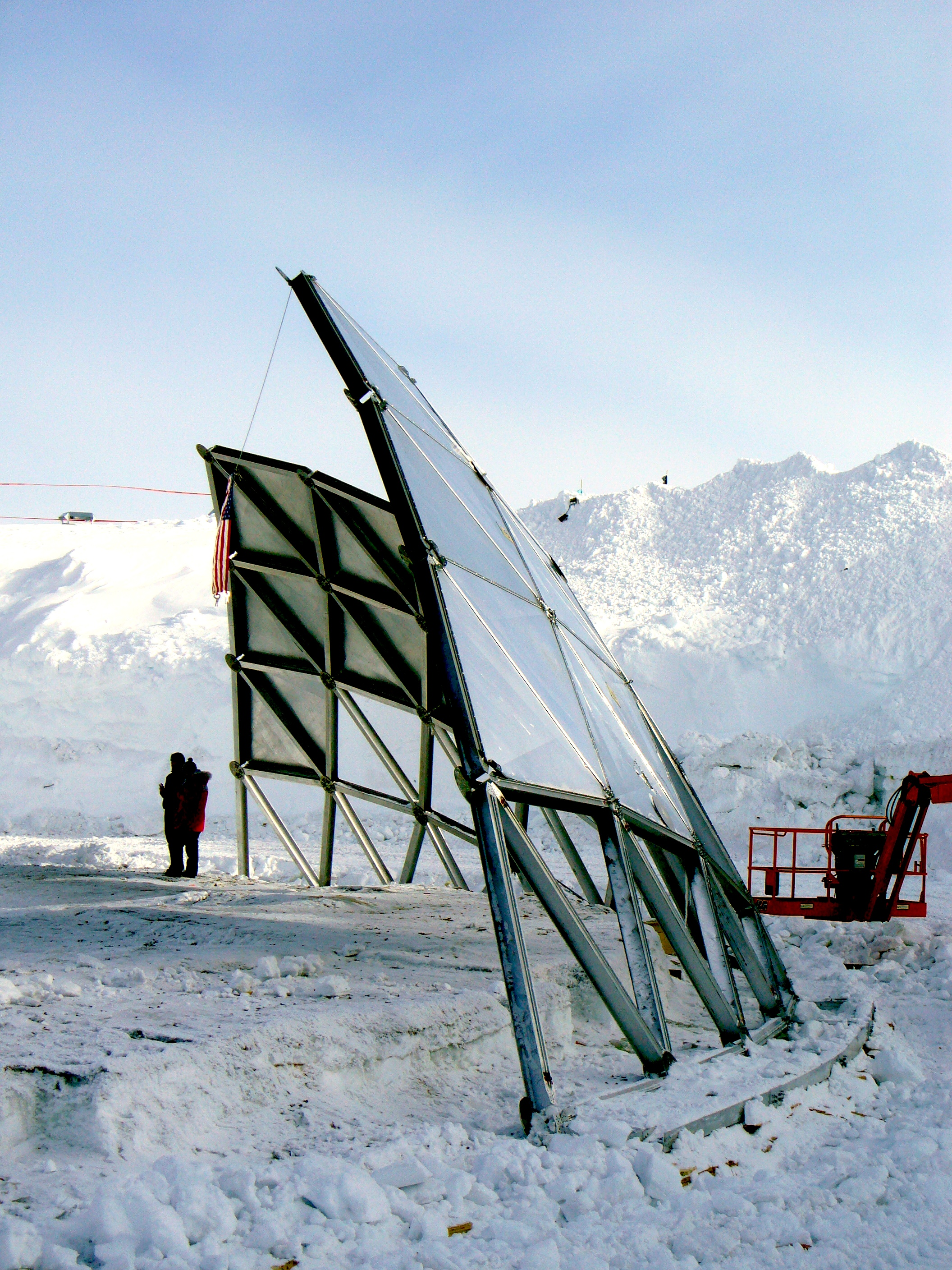
Ultima arcadă de oţel a domului
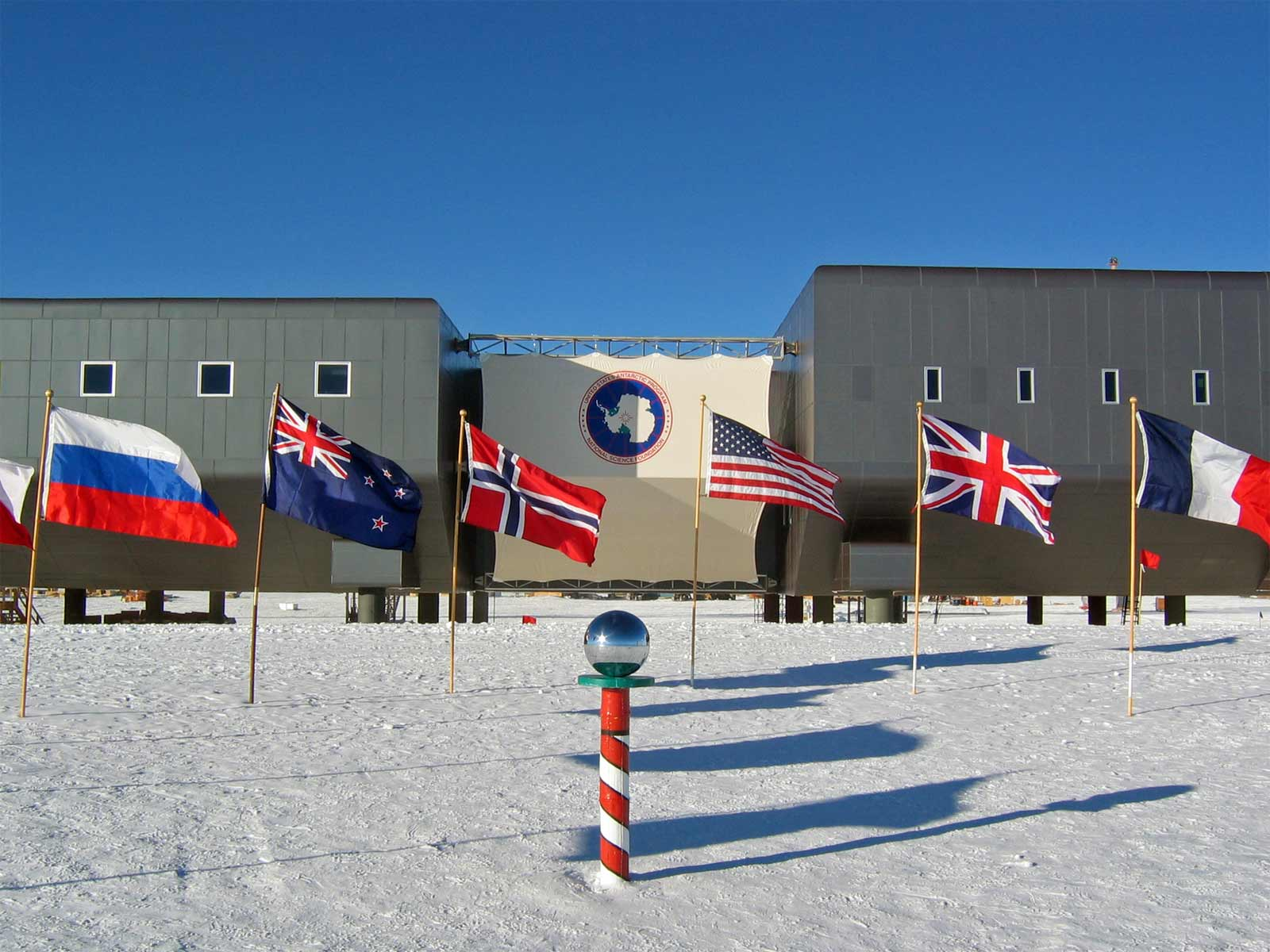
Staţia în vara lui 2007/2008